# 叔戊酸铜
叔戊酸铜是一种铜化合物，化学式为Cu[(CH3)3CCOO]2，或简写为Cu(OPiv)2。它可由叔戊酸钠和硝酸铜反应，或叔戊酸和氢氧化铜反应得到。它可用作铜氧化物（CuxO）薄膜化学气相沉积的前体，也可用于催化。